# Fed Cup 2012
La Fed Cup 2012 è la 50ª edizione del più importante torneo tennistico per nazionali femminili. La manifestazione è stata vinta per la seconda volta successiva dalla Repubblica Ceca, la settima se consideriamo i titoli vinti con la Cecoslovacchia.

## Gruppo Mondiale
| Partecipanti | Partecipanti | Partecipanti | Partecipanti |
| Russia       | Rep. Ceca    | Italia       | Belgio       |
| Germania     | Spagna       | Serbia       | Ucraina      |
| ------------ | ------------ | ------------ | ------------ |

### Tabellone
|  | Quarti di finale | Quarti di finale | Quarti di finale |           |        | Semifinali | Semifinali | Semifinali |  |  | Finale | Finale | Finale |  |
|  |                  |                  |                  |           |        |            |            |            |  |  |        |        |        |  |
|  | 1                | Russia           | 3                |           |        |            |            |            |  |  |        |        |        |  |
|  | 1                | Russia           | 3                |           |        |            |            |            |  |  |        |        |        |  |
|  |                  | Spagna           | 2                |           |        |            |            |            |  |  |        |        |        |  |
|  |                  | Spagna           | 2                | Russia    | Russia | 2          |            |            |  |  |        |        |        |  |
|  |                  |                  |                  | Russia    | Russia | 2          |            |            |  |  |        |        |        |  |
|  |                  |                  | Serbia           | Serbia    | 3      |            |            |            |  |  |        |        |        |  |
|  | 4                | Belgio           | Serbia           | Serbia    | 3      | 2          |            |            |  |  |        |        |        |  |
|  | 4                | Belgio           |                  |           |        |            |            |            |  |  |        |        |        |  |
|  |                  | Serbia           | 3                |           |        |            |            |            |  |  |        |        |        |  |
|  |                  | Serbia           | 3                | Serbia    | Serbia | 1          |            |            |  |  |        |        |        |  |
|  |                  |                  |                  |           |        |            |            |            |  |  |        |        |        |  |
|  |                  |                  | Rep. Ceca        | Rep. Ceca | 3      |            |            |            |  |  |        |        |        |  |
|  |                  | Ucraina          | Rep. Ceca        | Rep. Ceca | 3      | 2          |            |            |  |  |        |        |        |  |
|  |                  |                  |                  |           |        | 2          |            |            |  |  |        |        |        |  |
|  | 3                | Italia           | 3                |           |        |            |            |            |  |  |        |        |        |  |
|  | 3                | Italia           | 3                |           | Italia | Italia     | 1          |            |  |  |        |        |        |  |
|  |                  |                  |                  |           | Italia | Italia     | 1          |            |  |  |        |        |        |  |
|  |                  |                  | Rep. Ceca        | Rep. Ceca | 4      |            |            |            |  |  |        |        |        |  |
|  |                  | Germania         | Rep. Ceca        | Rep. Ceca | 4      | 1          |            |            |  |  |        |        |        |  |
|  |                  |                  |                  |           |        | 1          |            |            |  |  |        |        |        |  |
|  | 2                | Rep. Ceca        | 4                |           |        |            |            |            |  |  |        |        |        |  |

Le perdenti del primo turno accedono ai Play-off con le vincitrici del II Gruppo Mondiale.

## Spareggi Gruppo Mondiale
Le 4 squadre sconfitte nel primo turno del Gruppo Mondiale e le 4 squadre vincitrici del Gruppo Mondiale II partecipano agli Spareggi del Gruppo Mondiale. Le 4 squadre vincenti avranno il diritto a partecipare al Gruppo Mondiale del prossimo anno insieme alle 4 squadre vincitrici del primo turno del Gruppo Mondiale.
data: 21-22 aprile
| Sede                                     | Squadra #1 | Punteggio | Squadra #2  |
| ---------------------------------------- | ---------- | --------- | ----------- |
| Charkiv, Ucraina (Terra rossa outdoor)   | Ucraina    | 0-5       | Stati Uniti |
| Tokyo, Giappone (Cemento indoor)         | Giappone   | 4-1       | Belgio      |
| Marbella, Spagna (Terra rossa outdoor)   | Spagna     | 2-3       | Slovacchia  |
| Stoccarda, Germania (Terra rossa indoor) | Germania   | 2-3       | Australia   |

## Gruppo Mondiale II
data: 4-5 febbraio
| impianto (superficie) | Squadra #1  | Punteggio | Squadra #2  |
| --------------------- | ----------- | --------- | ----------- |
| cemento (indoor)      | Stati Uniti | 5-0       | Bielorussia |
| cemento (Indoor)      | Giappone    | 5-0       | Slovenia    |
| cemente (indoor)      | Francia     | 2-3       | Slovacchia  |
| terra rossa (indoor)  | Svizzera    | 1-4       | Australia   |

## Spareggi Gruppo Mondiale II
Le 4 squadre sconfitte nel Gruppo Mondiale II disputeranno gli spareggi contro le 4 squadre qualificate dai rispettivi gruppi zonali. Le vincitrici saranno incluse nel Gruppo Mondiale II della prossima edizione.
data: 21-22 aprile
| Sede                                          | Squadra #1 | Punteggio | Squadra #2    |
| --------------------------------------------- | ---------- | --------- | ------------- |
| Besançon, Francia (Cemento indoor)            | Francia    | 5-0       | Slovenia      |
| Yverdon-les-Bains, Svizzera (Cemento indoor)  | Svizzera   | 4-1       | Bielorussia   |
| Borås, Svezia (Cemento indoor)                | Svezia     | 4-1       | Gran Bretagna |
| Buenos Aires, Argentina (Terra rossa outdoor) | Argentina  | 3-0       | Cina          |

## Zona Americana

### Gruppo I
Impianto:
Squadre
|  |    | Classifica finale |
|  | -- | ----------------- |
|  | 1. | Argentina         |
|  | 2. | Colombia          |
|  | 3. | Paraguay          |
|  | 4. | Canada            |
|  | 5. | Brasile           |
|  | 6. | Perù Venezuela    |
|  | 7. | Bolivia           |
|  | 8. | Bahamas           |

### Gruppo II
|  |    | Classifica finale |
|  | -- | ----------------- |
|  | 1. | Cile              |
|  | 2. | Messico           |
|  | 3. | Trinidad e Tobago |
|  | 4. | Guatemala         |
|  | 5. | Porto Rico        |
|  | 6. | Ecuador           |
|  | 7. | Uruguay           |
|  | 8. | Rep. Dominicana   |
|  | 9. | Costa Rica        |

## Zona Asia/Oceania

### Gruppo I
Impianto: Shenzhen Luohu Tennis Center, Shenzhen, Cina
Squadre
|  |    | Classifica finale |
|  | -- | ----------------- |
|  | 1. | Cina              |
|  | 2. | Kazakistan        |
|  | 3. | Taipei cinese     |
|  | 4. | Thailandia        |
|  | 5. | Corea del Sud     |
|  | 6. | Uzbekistan        |
|  | 7. | Indonesia         |

### Gruppo II
Impianto: Shenzhen Luohu Tennis Center, Shenzhen, Cina
Squadre
|  |     | Classifica finale |
|  | --- | ----------------- |
|  | 1.  | India             |
|  | 2.  | Hong Kong         |
|  | 3.  | Filippine         |
|  | 4.  | Kirghizistan      |
|  | 5.  | Turkmenistan      |
|  | 6.  | Singapore         |
|  | 7.  | Oman              |
|  | 8.  | Pakistan          |
|  | 9.  | Sri Lanka         |
|  | 10. | Iran              |

## Zona Euro-Africana

### Gruppo I
Impianto: El Solaimaneyah Club, Il Cairo, Egitto
|  |     | Classifica finale       |
|  | --- | ----------------------- |
|  | 1.  | Gran Bretagna Svezia    |
|  | 3.  | Polonia Austria         |
|  | 5.  | Romania Portogallo      |
|  | 7.  | Bulgaria Ungheria       |
|  | 9.  | Israele                 |
|  | 10. | Croazia                 |
|  | 11. | Bosnia ed Erzegovina    |
|  | 12. | Paesi Bassi Lussemburgo |
|  | 14. | Estonia Grecia          |

### Gruppo II
Impianto: El Solaimaneyah Club, Il Cairo, Egitto
|  |    | Classifica finale  |
|  | -- | ------------------ |
|  | 1. | Sudafrica Georgia  |
|  | 3. | Montenegro Turchia |
|  | 5. | Lettonia Finlandia |
|  | 7. | Danimarca Norvegia |

### Gruppo III
Impianto: El Solaimaneyah Club, Il Cairo, Egitto
|  |     | Classifica finale |
|  | --- | ----------------- |
|  | 1.  | Tunisia Lituania  |
|  | 3.  | Marocco Irlanda   |
|  | 5.  | Egitto Moldavia   |
|  | 7.  | Armenia Malta     |
|  | 9.  | Cipro Kenya       |
|  | 11. | Namibia           |